# Heinz Wanner

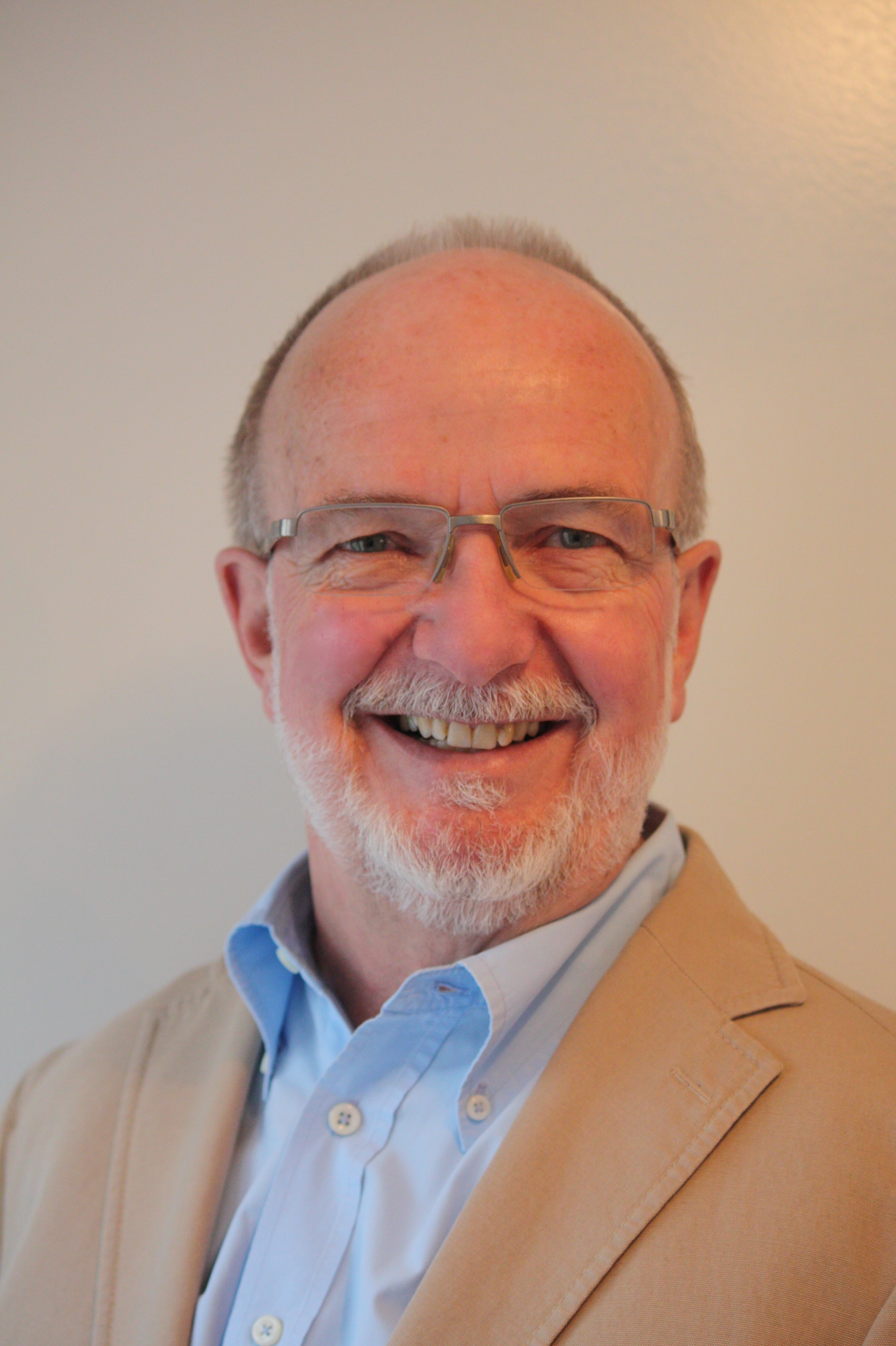
Porträt von Heinz Wanner

Heinz Wanner (* 25. September 1945 in Biel) ist ein Schweizer Geograf und Klimatologe.

## Leben und Werk
Wanner studierte Geographie, Klimatologie, Geologie und Mathematik in Bern und Grenoble (Frankreich), unter anderem bei Bruno Messerli und Max Schüepp und Charles-Pierre Peguy. Er beschäftigte sich zunächst mit synoptischer Klimatologie, mesoskaliger Dynamik und Gebirgsmeteorologie. Nach der Promotion über Nebel und Kaltluftdynamik über dem Schweizer Mittelland arbeitete er von 1981 bis 1982 an der Abteilung für Atmosphärenwissenschaften der Colorado State University in Fort Collins und als stellvertretender Operationsleiter des internationalen Gebirgsxperiments ALPEX, das im Rahmen des Global Atmospheric Research Program (GARP) durchgeführt wurde. Danach befasste er sich mit Luftströmungen und Luftverschmutzung im Alpenraum (vor allem photochemischem Smog) und präsidierte die EU-Arbeitsgruppe des Ozon-Feldversuchs in Heilbronn-Neckarsulm.
Im Jahr 1988 wurde er auf eine Professur an der Universität Bern berufen und war Ko-Direktor des schweizerischen Forschungsprojekts POLLUMET (Air POLLUtion and METeorology). Seit Beginn der 1990er Jahre beschäftigte er sich vorwiegend mit Paläoklimatologie und war von 2001 bis 2007 Direktor des Nationalen Forschungsschwerpunkts Klima der Schweiz. Dabei arbeitete er unter anderem mit Hans Oeschger und Thomas Stocker, mit Kollegen der ETH Zürich, sowie mit europäischen und amerikanischen Forschungsgruppen zusammen und amtierte ab 2007 bis zu seiner Emeritierung 2010 Gründungspräsident des Oeschger Klimaforschungszentrum der Universität Bern. Sein heutiges Hauptinteresse gilt den Wechselbeziehungen zwischen der Klimadynamik der Erde und der Entwicklung von Gesellschaften. Wanner publizierte über 200 wissenschaftliche Artikel in Fachzeitschriften. 2016 erschien sein Buch Klima und Mensch. Eine 12’000-jährige Geschichte. 2021 publizierte er zusammen mit Christian Pfister das umfassende Werk Klima und Gesellschaft in Europa – die letzten 1000 Jahre.
Wanner präsidierte das Schweizer Forum für Klima und Global Change ProClim und war 1996 auch Gründungspräsident des Beratungsorgans der Schweizer Regierung für Klimafragen OcCC. Er war am vierten und fünften Sachstandsbericht des Weltklimarates IPCC beteiligt. Zudem war er von 2005 bis 2010 Co-Leiter des internationalen Past Global Changes Programmes PAGES.
Heinz Wanner ist seit 1975 verheiratet und Vater einer Tochter.

## Auszeichnungen
2006 gewann Wanner mit dem Prix Vautrin Lud den inoffiziellen Nobelpreis für Geographie. Er ist Ehrenmitglied der Schweizer Akademie der Wissenschaften, Mitglied der Leopoldina, erhielt 2005 die Ehrenmedaille der Masaryk-Universität in Brünn und 2009 die Ehrendoktorwürde der Humboldt-Universität zu Berlin. Er ist PAGES Fellow.

## Veröffentlichungen (Auswahl)
- als Hrsg.: Biel – Klima und Luftverschmutzung einer Schweizer Stadt. Verlag Haupt, Bern 1991, ISBN 3-258-04301-9.
- als Mitautor: Klimawandel im Schweizer Alpenraum. Hochschulverlag an der ETH, Zürich 2000, ISBN 3-7281-2395-1.
- Klima und Mensch. Eine 12.000-jährige Geschichte. Haupt Verlag, Bern 2016, ISBN 978-3-258-07879-3 (populärwissenschaftliches Werk zur holozänen Klimageschichte).
- mit Christian Pfister: Klima und Gesellschaft in Europa. Die letzten tausend Jahre. Bern 2021, ISBN 978-3-258-08182-3.
- mit S. Brönnimann, C. Casty, D. Gyalistras, J. Luterbacher, C. Schmutz, D. B. Stephenson und E. Xoplaki: North Atlantic Oscillation – concepts and studies. In: Surveys in Geophysics. Band 22, 2001, S. 321–382.
- mit J. Luterbacher, D. Dietrich, E. Xoplaki und M. Grosjean: European seasonal temperature variability, trends and extremes since 1500. In: Science. Band 303, 2004, S. 1499–1503.
- als Mitautor: Mid- to Late Holocene climate change: an overview. In: Quaternary Science Reviews. Band 27, 2008, S. 1791–1828, doi:10.1016/j.quascirev.2008.06.013.
- mit O. Solomina, M. Grosjean, S. P. Ritz und M. Jetel: Structure and origin of Holocene cold events. In: Quaternary Science Reviews. Band 149, 2011, S. 61–90.
- PAGES 2k Consortium (Koautor: H. Wanner): Continental-scale temperature variability during the past two millennia. In: Nature Geoscience. Band 6, 2017, S. 339–346.
- O. Solomina et al. (Koautor: H. Wanner): Glacier fluctuations during the past 2000 years. In: Quaternary Science Reviews. Band 149, 2016, S. 61–90.
- T. Kobashi et al. (Koautor: H. Wanner): Volcanic influence on centennial to millennial Holocene Greenland temperature change. In: Nature Scientific Reports. Band 7, 2017, Article 1441. doi:10.1038/s41598-017-01451-7.
- H. Wanner: Late Holocene: Cooler or warmer? In: The Holocene. Band 31, Nr. 9, 2021, S. 1501–1506.